# Selenia fusca
Selenia fusca là một loài bướm đêm trong họ Geometridae.